# Seznam brazilskih diplomatov
Seznam brazilskih diplomatov.

## A
Graça Aranha - Oswaldo Aranha -

## B
Rui Barbosa - 
Barão do Rio Branco -
Joaquim Francisco de Assis Brasil -

## N
Joaquim Nabuco - 

## S
Walter Moreira Salles - 
Luiz Martins de Souza Dantas - 

## M
Sérgio Vieira de Mello - 